# 世界的盡頭 (韓國電視劇)
《世界的盡頭》（韓語：세계의 끝）是韓國JTBC自2013年3月16日起播出的週末特別企劃劇，改編自韓國作家裴英益的長篇小說《傳染病》，由《白色巨塔》、《妻子的資格》安畔錫導演執導，是一部關於傳染病的醫學電視劇。
因為收視率低迷的關係，播出集數從預定的20集縮減至12集，原本是在每週六、日各播出1集，自第9集起改為每週日播出1集。

## 演員陣容

### 主要人物
- 尹帝文 飾演 姜柱憲
- 張京雅 飾演 李羅賢
- 張鉉誠 飾演 尹奎鎮

### 疾病管理本部
- 金昌完 飾演 崔秀哲
- 朴赫權 飾演 金熙尚
- 尹福仁 飾演 朴柱熙
- 吉海妍 飾演 鄭尚順
- 李華龍 飾演 朴道景
- 宋三東 飾演 金對億

### 其他人物
- 金勇民 飾演 魚基英
- 朴仁英 飾演 金秀珍

## 同時段競爭作品
- SBS：《錢的化身》
- MBC：《百年的遺產》
- KBS：《大王之夢》

## 腳註
1. ↑  Yoon Je-moon cast for the leading role of "At The End of The World" （页面存档备份，存于）（英文）
2. ↑  '세계의 끝', 주 1회 방송 편성+조기 종영 "시청률 부진"[]

## 外部連結
- 韓國JTBC（页面存档备份，存于）

| JTBC 周末特別企劃劇                        | JTBC 周末特別企劃劇                         | JTBC 周末特別企劃劇 |
| ------------------------------------------ | ------------------------------------------- | ------------------- |
|                                            | 世界的盡頭 （2013年3月16日 - 2013年5月5日） |                     |
| 仁粹大妃 （2011年12月3日 - 2012年6月24日） | 錐子 （2015年10月24日 - 2015年11月29日）    |                     |